# Coalizione mondiale contro la pena di morte
La Coalizione mondiale contro la pena di morte (World Coalition Against the Death Penalty) è un'alleanza internazionale di ONG, associazioni di avvocati, governi locali e sindacati che mira a rafforzare la dimensione internazionale della lotta contro la pena di morte.

## Storia
Il 22 giugno 2001, i partecipanti al primo Congresso mondiale contro la pena di morte, un evento organizzato dall'organizzazione non governativa francese (ONG) Ensemble contre la peine de sort, hanno adottato la Dichiarazione di Strasburgo nell'emiciclo del Consiglio d'Europa. Al paragrafo 9, i firmatari si sono impegnati a "creare un coordinamento mondiale di associazioni e attivisti abolizionisti, il cui primo obiettivo sarà quello di lanciare una giornata mondiale per l'abolizione universale della pena di morte".
Dopo diversi incontri preparatori a Parigi e Bruxelles, le organizzazioni si sono riunite a Roma il 13 maggio 2002 per creare ufficialmente la Coalizione mondiale contro la pena di morte. Un primo Comitato Direttivo composto da 11 membri, incaricato di definire la strategia politica della Coalizione Mondiale, è stato eletto e rinnovato ad ogni Assemblea Generale.
Dal 2008, la World Coalition è registrata come associazione di diritto francese.

## Obiettivo
La World Coalition è un'associazione di oltre 180 organizzazioni membri che sostengono l'abolizione della pena capitale in tutto il mondo. La coalizzazione facilita il lobbismo verso le organizzazioni e gli stati internazionali e organizza eventi di interesse internazionale. Contribuisce, inoltre, a commemorare ogni 10 ottobre la Giornata mondiale contro la pena di morte. La World Coalition incoraggia, altresì, la creazione di coalizioni nazionali o regionali contro la pena di morte per rafforzare le iniziative intraprese al riguardo.

## Finanziamento
La World Coalition è finanziata dai contributi dei suoi membri, dall'Unione Europea e da alcuni governi europei, come quelli del Belgio e della Svizzera. Anche altri finanziatori istituzionali forniscono risorse finanziarie per alcuni progetti specifici.